# Parc national Ceahlău
Le parc national Ceahlău (en roumain: Parcul Național Ceahlău) est une aire protégée (parc national de la catégorie II IUCN), située en Roumanie, dans le territoire administratif du județ de Neamț, dans la région historique de Moldavie. 

## Description
Le massif de Ceahlău est l’une des sites alpins les plus célèbres de Roumanie, faisant partie de la chaîne de montagnes de Bistrița dans les Carpates orientales. Les deux sommets les plus importants sont le Toaca (1904 m d’altitude) et l'Ocolașul Mare (1907 m d’altitude). Le parc est délimité à l’est par la rivière Bistrița et le lac Bicaz, au sud par la rivière Bicaz.

## Faune et flore
Le parc abrite une grande variété de flore et de faune ; certaines espèces sont endémiques ou rarement vues ailleurs en Roumanie. On y trouve notamment des ours et des chamois.

## Tourisme
Le massif du Ceahlău est une destination de randonnée populaire en Roumanie. Il y a sept principaux sentiers balisés construits pour les randonneurs et les touristes. Il y a des frais d’entrée pour visiter le parc national de Ceahlău et des amendes pour non-respect de la réglementation du parc. Le parc est surveillé par des gardes forestiers locaux et il y a aussi un service de secours en montagne (Salvamont).

### Sites
- Cascade de Duruitoarea
- Rocher de Panaghia
- Formation rocheuse de Piatra Lată din Ghedeon
- Pic Ocolașul Mic
- Rocher de Dochia
- Poiana Maicilor (litt.: Clairière des nonnes)
- Poiana Stănile
- Zone protégée de Polița cu crini
- Gardul Stănilelor

## Galerie

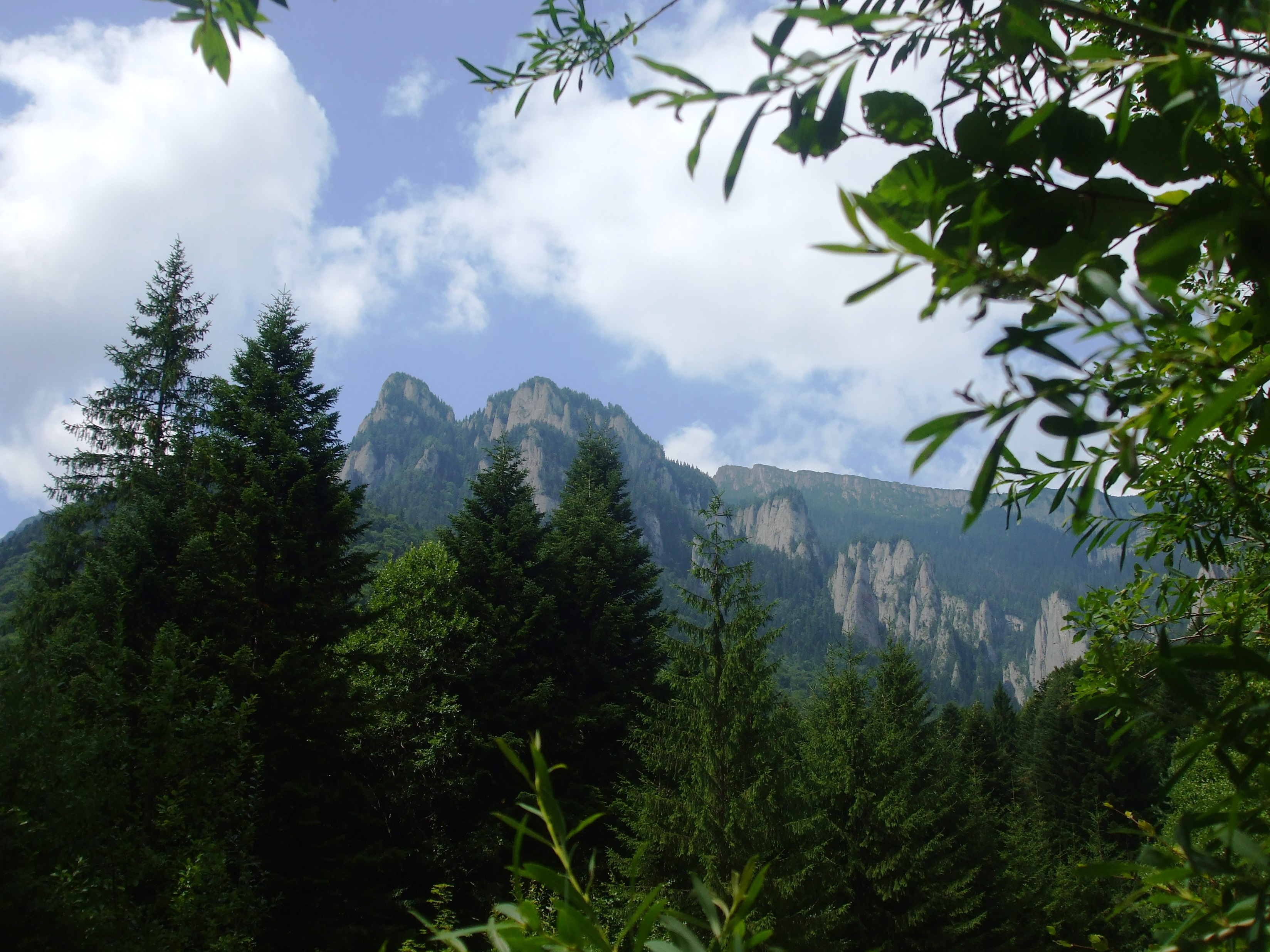
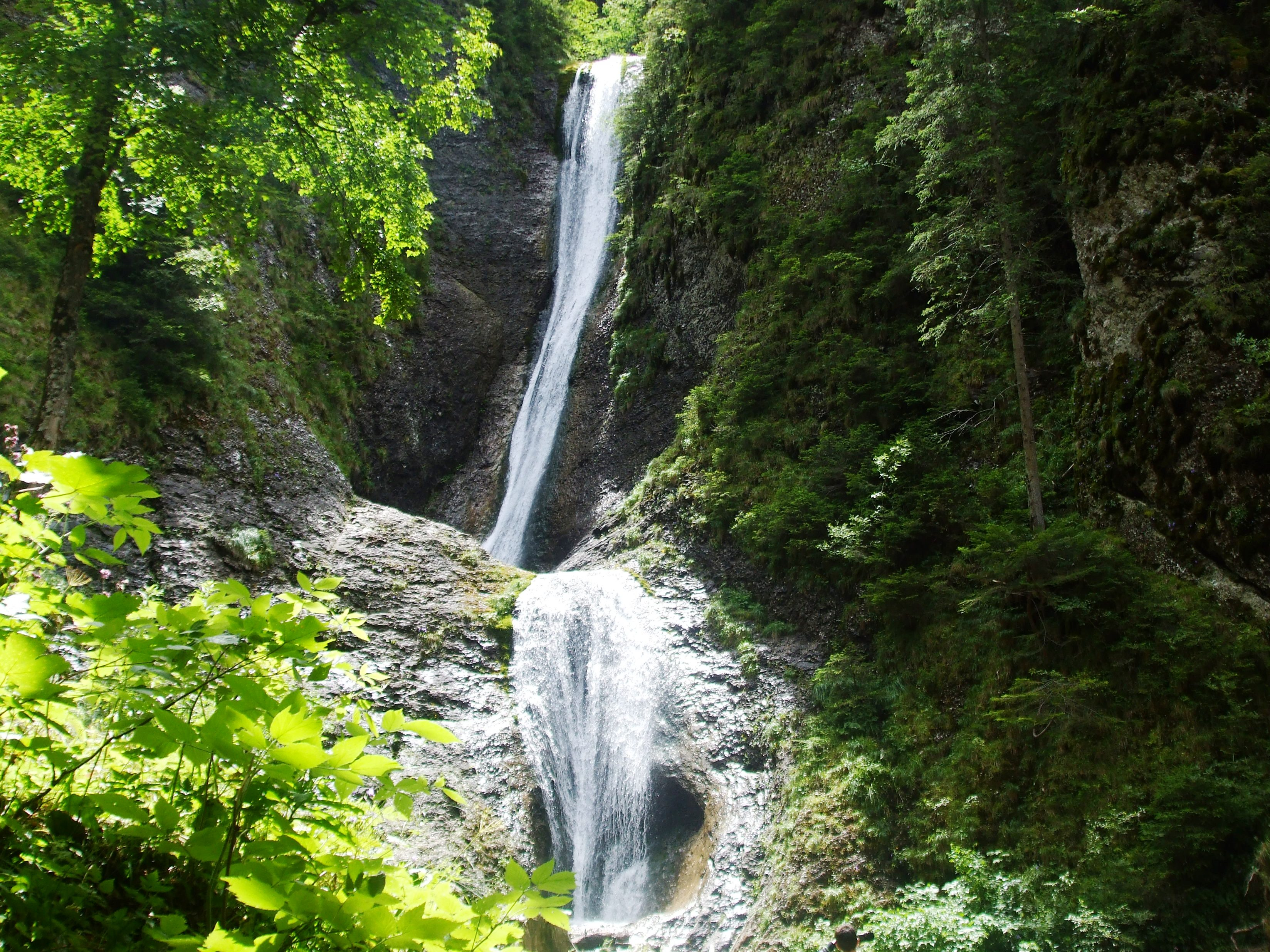
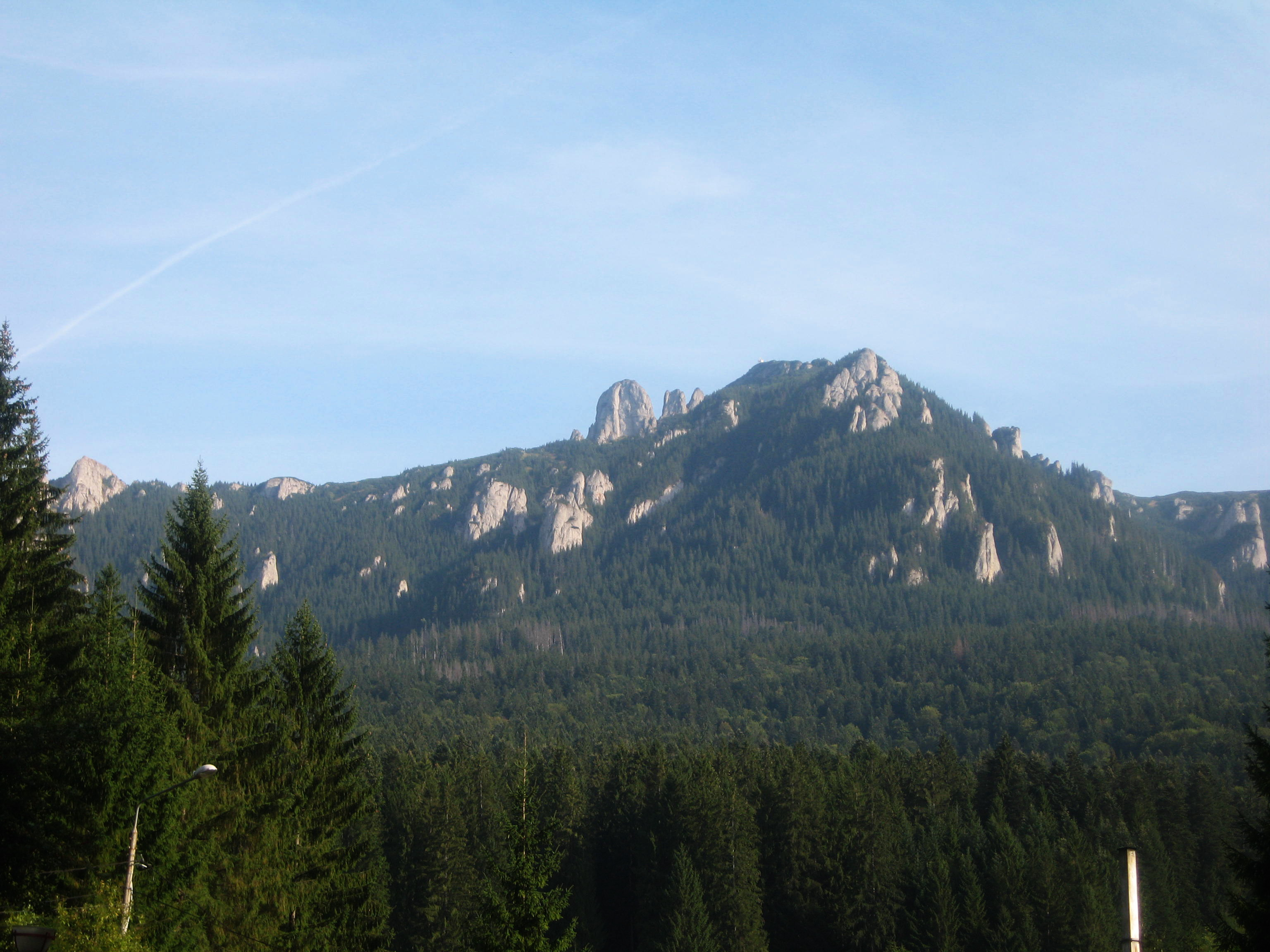
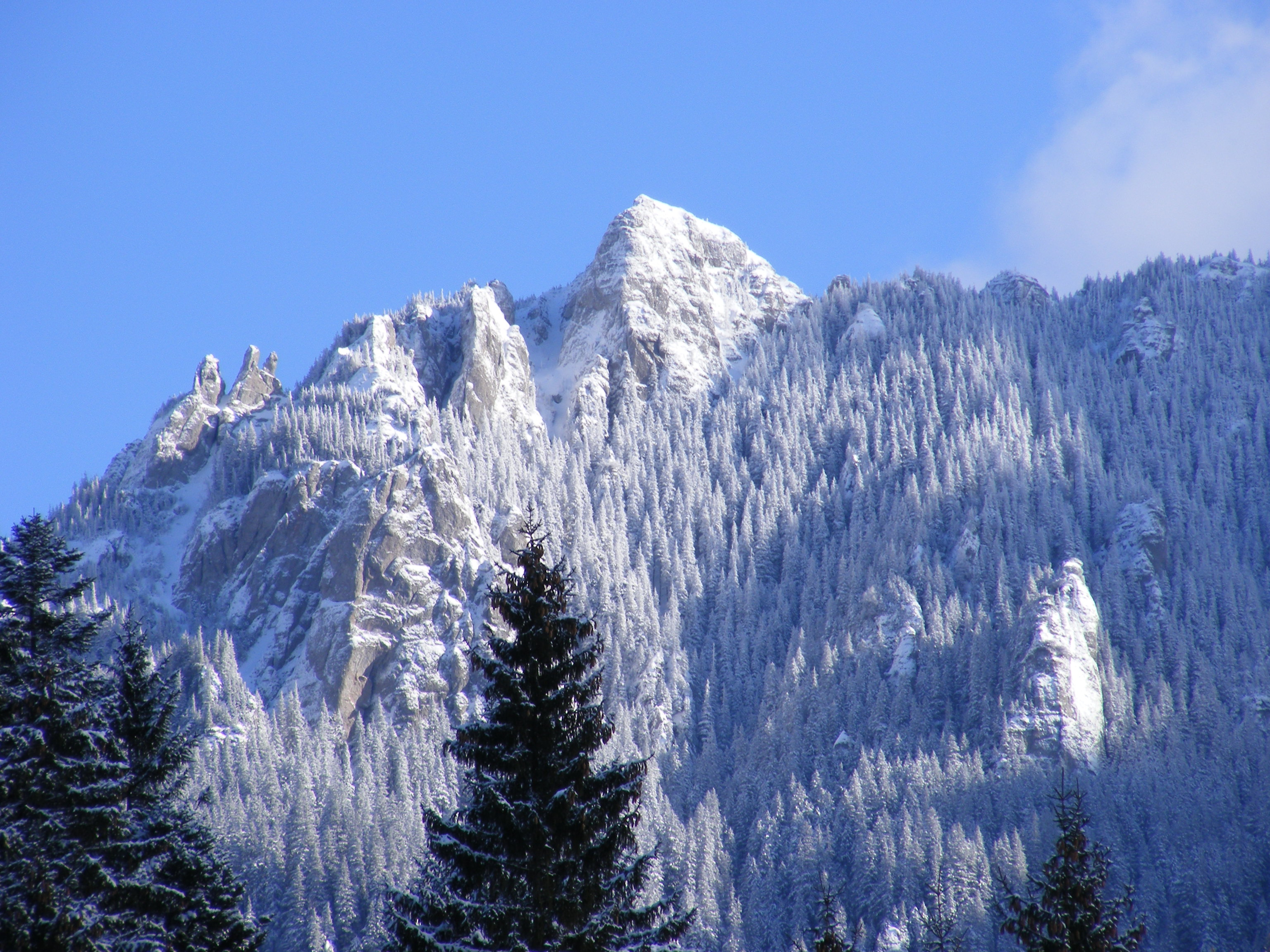
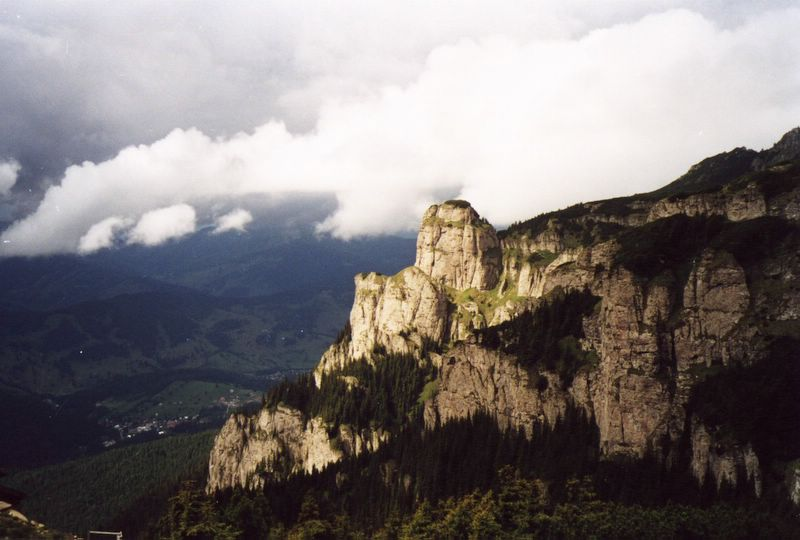